# Herbst in Peking
Herbst in Peking ist eine deutsche Rockband, die 1987 in Ost-Berlin gegründet wurde.

## Geschichte
Herbst in Peking wurde als Band 1987 von Rex Joswig in Ost-Berlin gegründet. Neben ihm spielten der Gitarrist Alexander Istschenko, der Bassist Hans Tomato (eigentlich Torsten Müller-Fornah, auch Mircea Dan Ionascu oder Hans Narva), der Schlagzeuger Benno Verch und Dr. Totenhöfer (Torsten Ratheischak) am Keyboard. Die Formation gehörte zu den „anderen Bands“, die entgegen der offiziellen Kulturpolitik kritische, eigene Standpunkte zum Ausdruck brachten. 
Der Bandname bezieht sich auf einen Buchtitel von Boris Vian. Aufgrund möglicher Urheberrechtsprobleme wurde im offiziellen Schriftverkehr die Abkürzung „h.i.p.“ benutzt. Das Bühnenprogramm bot eine groteske Persiflage auf den Personenkult russischer, chinesischer und rumänischer Prägung. Nach dem Massaker auf dem Tian’anmen-Platz in Peking im Juli 1989 wurde der Band kurz vor einem Benefizkonzert für UNICEF in Kleinmachnow die Auftrittserlaubnis entzogen. Das Lied Bakschischrepublik wurde zur Wendezeit eine Hymne der DDR-Rockszene. Zu dieser Zeit gründete die Band ihr eigenes Plattenlabel Peking Records.
Bandgründer und Sänger Rex Joswig moderierte die Sendung Grenzpunkt Null, die in den 1990er Jahren auf DT64, später auf dem Sender MDR Sputnik und auf Reboot.FM läuft. Herbst in Peking standen in dieser und der darauf folgenden Zeit nur sporadisch auf der Bühne, meist in kleinen Clubs in Berlin. Schon 2008 begannen die Arbeiten an einem neuen Album, dessen Stücke auf einer Tour durch mehrere ostdeutsche Städte im ersten Drittel des Jahres 2010 vorgestellt werden.
Teile der Band incl. Rex Joswig treten als The Hidden Sea Sound System auf und haben 2011 das Album Lighthouse Madness veröffentlicht.

## Diskografie

### Alben
- 1990: To Be H.I.P. (LP/CD, Happy Valley Records)
- 1993: Terrible Herbst (LP/CD, Stay Hip Rec)
- 1996: Feuer, Wasser und Posaunen (CD, Moloko Plus)
- 1999: Les Fleurs Du Mal (CD, Moloko Plus)
- 2016: Splitter der Schöpfung (CD, Moloko Plus)
- 2019: Kismet Radio (CD, Moloko Plus)
- 2020: Panik (CD, Moloko Plus)
- 2022: Der Letzte Schrei (CD, Moloko Plus)
- 2023: Nachtflug (CD, Moloko Plus)

### Singles und EPs
- 1990: Bakschischrepublik (7", Peking Records)
- 1993: Terrible Herbst (6-Track-EP, Stay H.I.P. Records)
- 1995: Rest in Russian (10"-EP, Wild Honey Recordings [rotes Vinyl, 500 Stück])
- 1996: Das Jahr Schnee (5-Track-EP, Plattenmeister)
- 1998: Merry X-Mas (feat. Projekt Skull, 8-Track-EP, Plattenmeister)
- 1998: La Dolce Vita (4-Track-EP, Moloko Plus)
- 1998: Amnestie für Mecklenburg 1 (4-Track-3"CD,  Moloko Plus [Handnummeriert, 300 Stück])
- 2004: German Fool
- 2014: The Tyger & the Fly

### Sonstige
- 1990: Exit (MC, Peking Tapes)

### Kompilationsbeiträge
- 1989: Bagdadbahn auf "Swiss Benefice Sampler ‘Stop The Army’ Vol. 2"
- 1990: Bakschischrepublik auf "Systemausfall – Ostsampler"
- 1992: Bakschischrepublik auf "Rock aus Deutschland Ost – Aufbruch/Umbruch/Abbruch Vol. 20"
- 1992: Terrible Herbst auf "Hallo 13 – Die Rückkehr der FNL"
- 1996: Jesus im Schnee auf  komm küssen 1
- 1997: Jesus im Schnee" (Sputnik-Mix) auf Sozialamt bezahlt doch.
- 1998: Jesus im Schnee auf Perlen deutschsprachiger Popmusik Vol.3: Zur Hölle Mama
- 1999: Jesus im Schnee (Kein Wunder Mix) von Don Shtone auf Plattenbau
- 2005: Bakschischrepublik auf "Protestsongs.de" (Lieblingslied Records)
- 2006: Wirbelsäulenkrebs auf "Magnetbanduntergrund" (ZickZack)
- 2009: Bakschischrepublik auf "Sound of Revolution" der Europäischen Kommission